# Lada 110
O Lada 110 ou VAZ-2110 é um sedã produzido pela montadora russa AvtoVAZ de 1995 a 2009. Ele deu origem a dois derivados próximos: a perua Lada 111 e o hatchback Lada 112.
O Lada 110 contava com um motor de 1,6 litro, com aproximadamente 90 cv. A produção começou com motores de 8 válvulas; posteriormente, foi oferecido um motor de 16 válvulas. No total, o carro pesava cerca de 1.050 kg. Tinha vidros elétricos, computador de bordo, direção hidráulica e painéis galvanizados. Os modelos com injeção eletrônica eram equipados com sistema de gerenciamento eletrônico do motor. No início de 2006, novas lanternas traseiras e um novo painel foram introduzidos.
O Lada 110 e suas variantes foram substituídos em 2007 pelo Lada Priora, uma versão amplamente remodelada e modernizada do Lada 110.